# Stenellipsis fuscomarmorata
Stenellipsis fuscomarmorata är en skalbaggsart som beskrevs av Stefan von Breuning 1975. Stenellipsis fuscomarmorata ingår i släktet Stenellipsis och familjen långhorningar. Inga underarter finns listade i Catalogue of Life.